# Škoda Enyaq iV
Škoda Enyaq iV – elektryczny samochód osobowy typu crossover klasy średniej produkowany pod czeską marką Škoda od 2020 roku.

## Historia i opis modelu

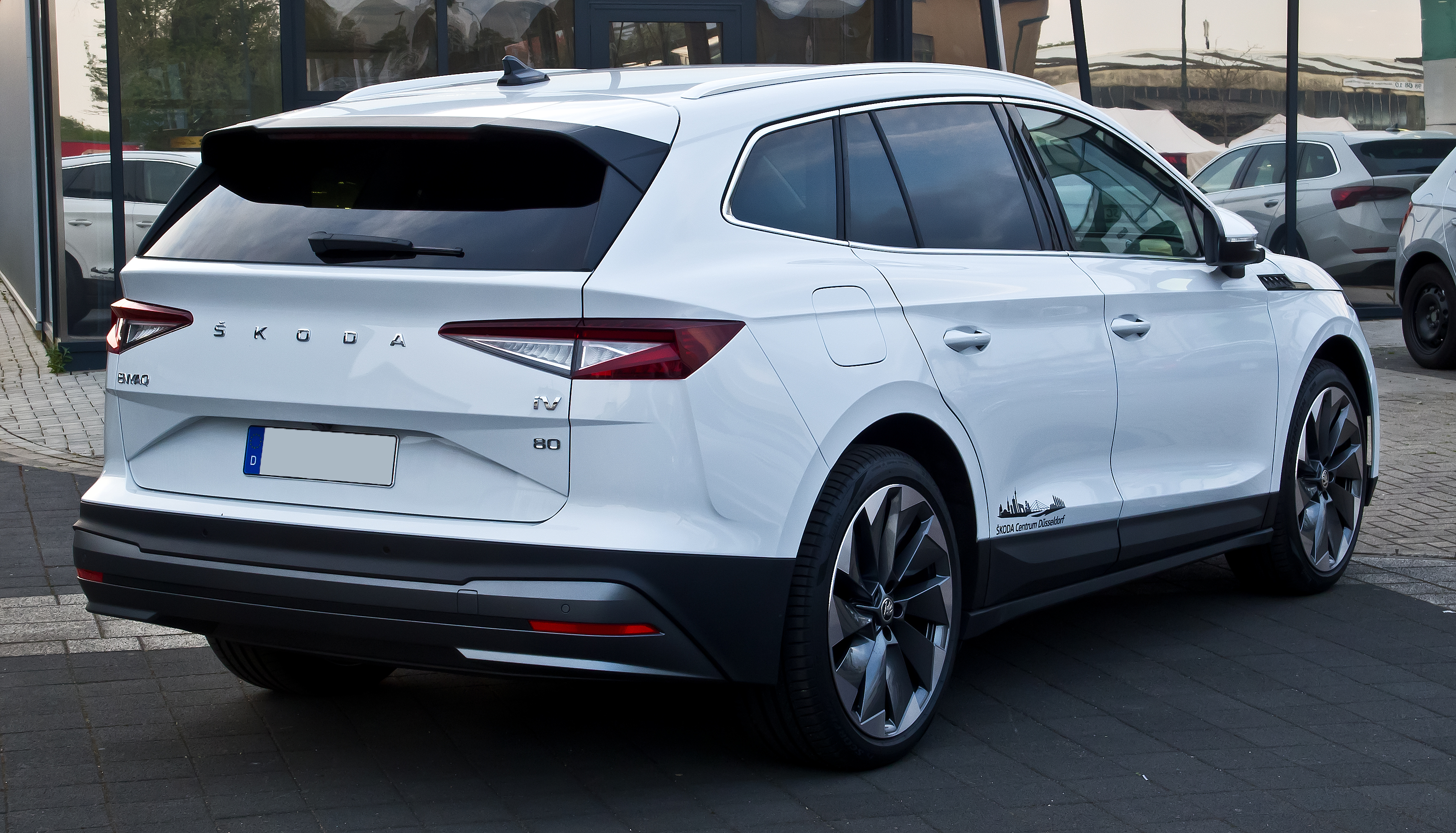
Škoda Enyaq iV - tył

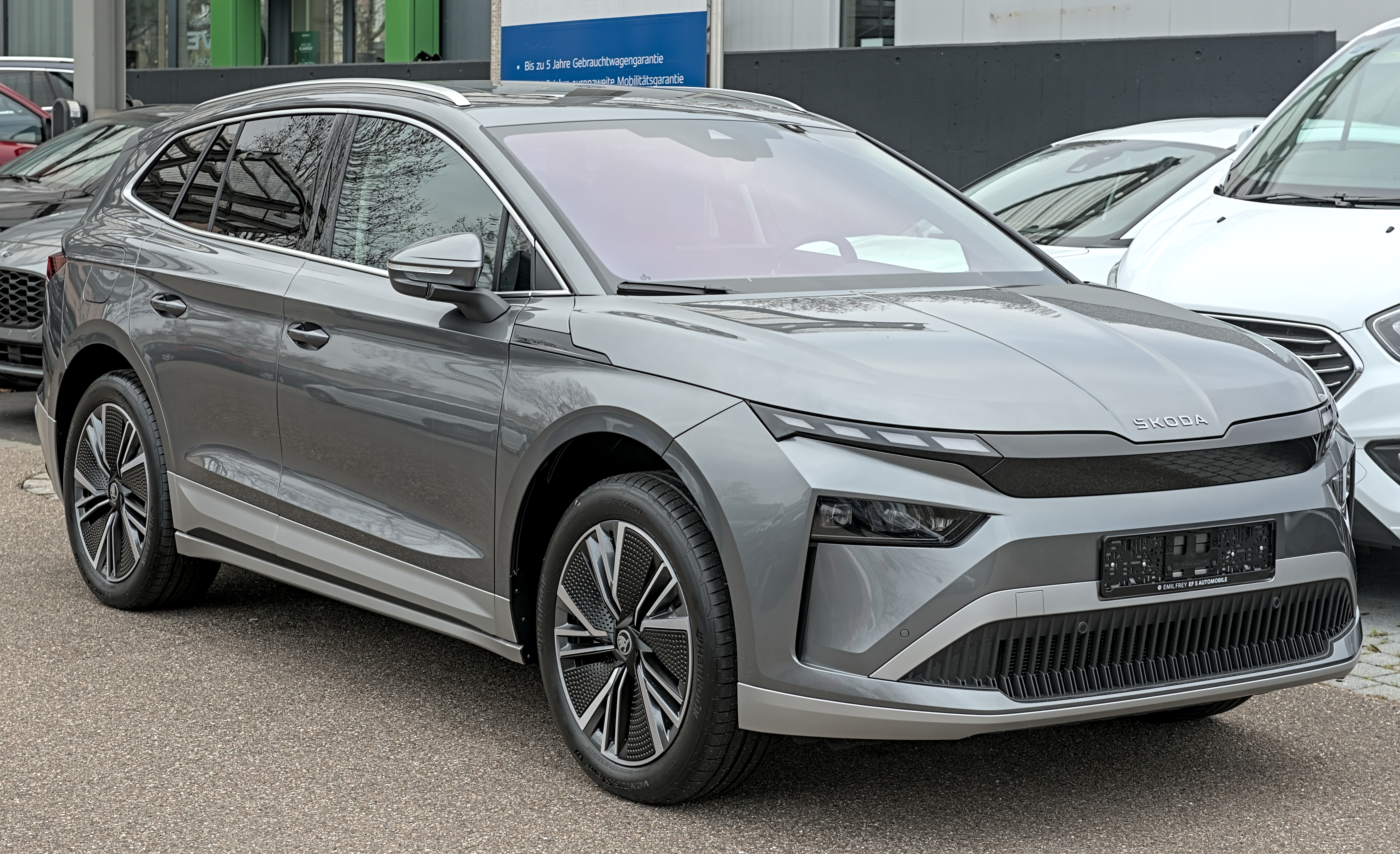
Škoda Enyaq iV po liftingu

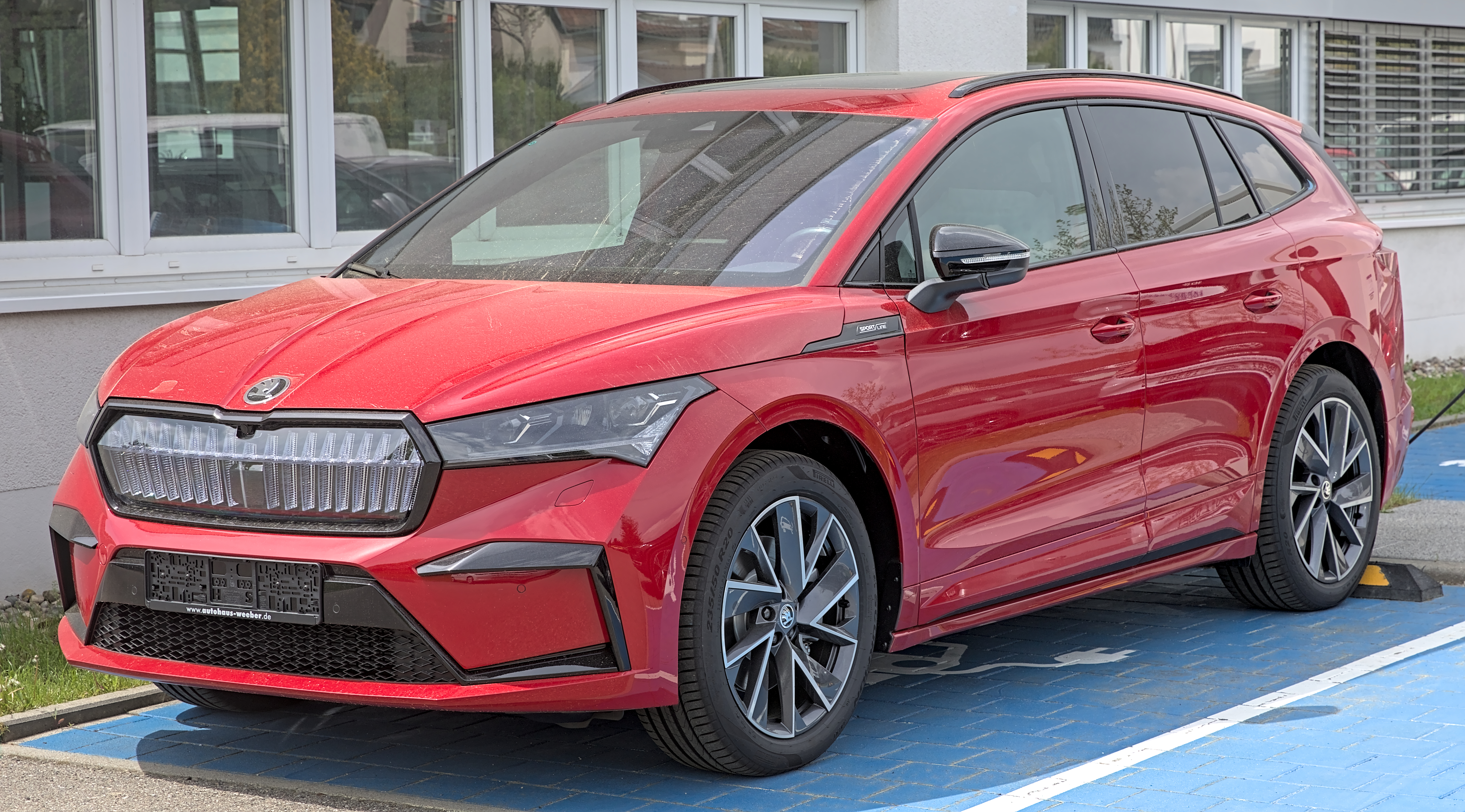
Škoda Enyaq iV Sportline

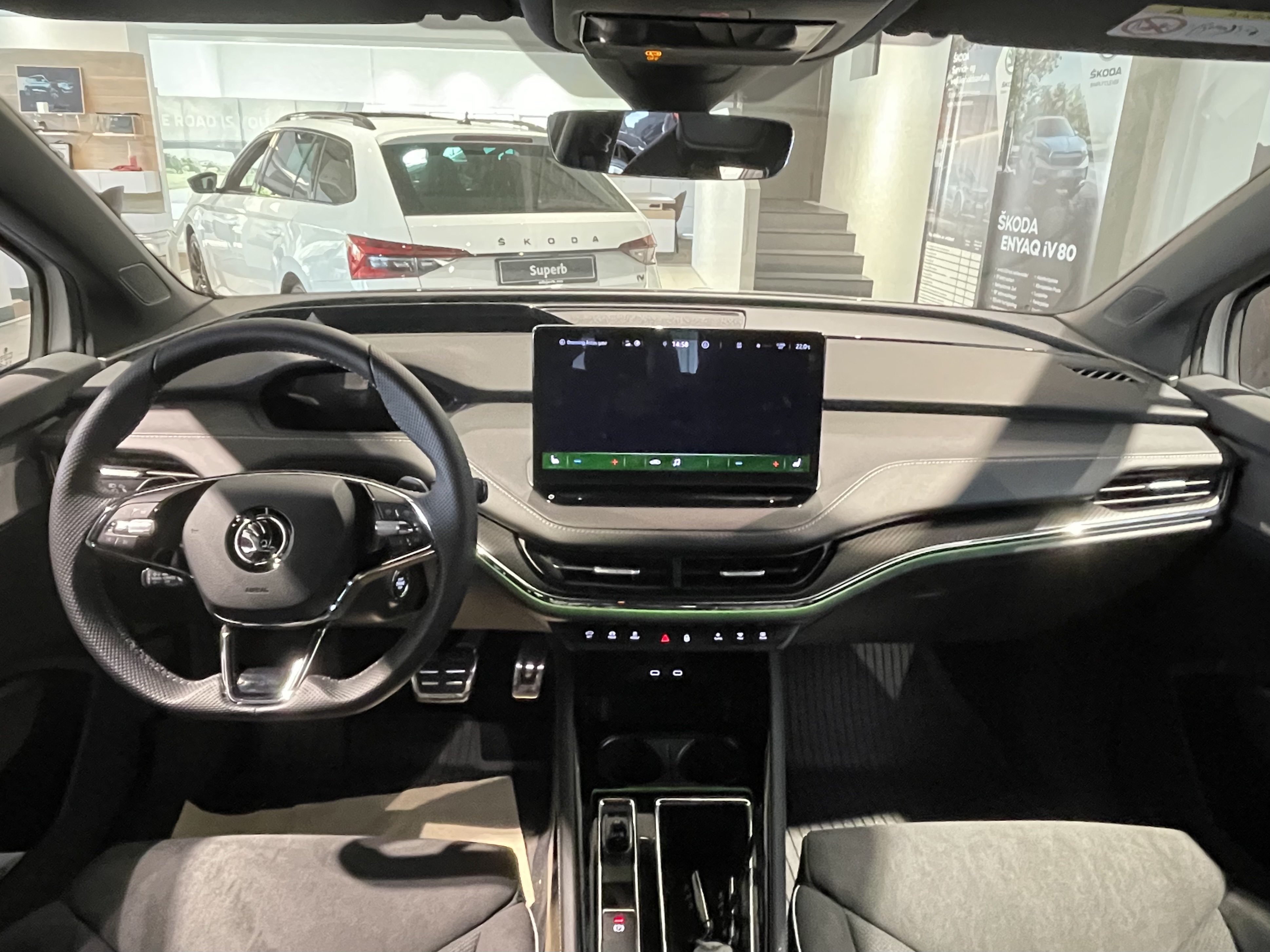
Škoda Enyaq iV - kokpit

Enyaq iV powstał jako pierwszy samochód elektryczny skonstruowany przez Škodę od podstaw dla takiego źródła napędu. Premierę modelu, która odbyła się 1 września 2020 roku, poprzedziła prezentacja dwóch prototypów: modelu Vision E z 2017 roku stanowiącego zapowiedź koncepcji, jaką przyjmie pierwszy elektryczny SUV Škody, a także Vision iV z 2019 roku, stanowiący bezpośrednią zapowiedź stylistyki, proporcji nadwozia i ogólnej koncepcji, jaką miał przyjąć seryjny model.
W październiku 2018 Škoda oficjalnie potwierdziła plany wprowadzenia do produkcji seryjnego SUV-a o napędzie elektrycznym, z kolei w lutym 2020 roku ogłoszono nazwę, jaką przyjmie pojazd - Enyaq z dopiskiem iV, który jest wyróżnikiem pojazdów czeskiej marki z napędem hybrydowym i elektrycznym.
Škoda Enyaq iV została oparta na modułowej platformie MEB Volkswagena, na której skonstruowano także bliźniaczy model Volkswagen ID.4. Samochód wyróżnia się awangardową sylwetką, z agresywnie zarysowanymi wąskimi reflektorami, a także dużą imitacją wlotu powietrza, która w topowym wariancie została wyposażona w nietypowe rozwiązanie - świecące wypełnienie składające się z pionowych poprzeczek i poziomej, przecinającej linii łączącej optycznie ten element z reflektorami. Znalazło się w nim 130 diod LED.
Pas boczny zyskał falujące, wyraźnie zaakcentowane przetłoczenie, z kolei tylna część nadwozia - wzorem modeli Octavia czy Scala - wąskie, strzeliste lampy z wykonane w technologii LED z motywem litery C, a także szeroki napis z nazwą marki znajdujący się między nimi. Enyaq iV otrzymał aerodynamiczną sylwetkę nadwozia, ze współczynnikiem oporu powietrza równym 0,27.
Kokpit Enyaq iV utrzymany został w futurystycznym wzornictwie rozwijającym projekt z przedstawionego rok wcześniej czwartego wcielenia modelu Octavia. Kokpit wykończono z połączenia materiału i aluminium, z niewielkim cyfrowym prędkościomierzem na wprost kierowcy i dużym, 13-calowym ekranem dotykowym do sterowania systemem multimedialnym, radiem, klimatyzacją i podstawowymi funkcjami pojazdu w centralnym miejscu kokpitu.

### Sprzedaż
Škoda Enyaq iV powstała jako samochód skonstruowany z myślą o dwóch głównych rynkach zbytu - Europie i Chinach. Po rozpoczęciu produkcji w czeskich zakładach producenta w Mladej Boleslav pod koniec 2020 roku, sprzedaż na rynku europejskim rozpoczęła się w pierwszym kwartale 2021 roku, z kolei na rynku chińskim pojazd ma zadebiutować w 2022 roku. Australijski oddział Škody nie planuje sprzedaży Enyaqa iV na tamtejszym rynku.

### Dane techniczne
Oferta elektrycznej Škody Enyaq iV składa się z czterech wariantów. Podstawowa, iV 50, oferuje moc 150 KM, akumulator o pojemności 55 kWh i zasięg do 350 kilometrów. Kolejna, iV 60, przy mocy 150 KM i większym, 62-kWh akumulatorze, oferuje zasięg do 390 kilometrów. Następnie w gamie znalazła się odmiana iV 80 (moc 200 KM, akumulator o poj. 82 kWh i zasięg do 500 kilometrów), iV80 X (moc 265 KM, akumulator o poj. 82 kWh i zasięg do 460 kilometrów) oraz topowa, RS, z akumulatorem o pojemności 82 kWh, mocy 305 KM i maksymalnym zasięgiem do 460 kilometrów.

### Enyaq Coupe iV

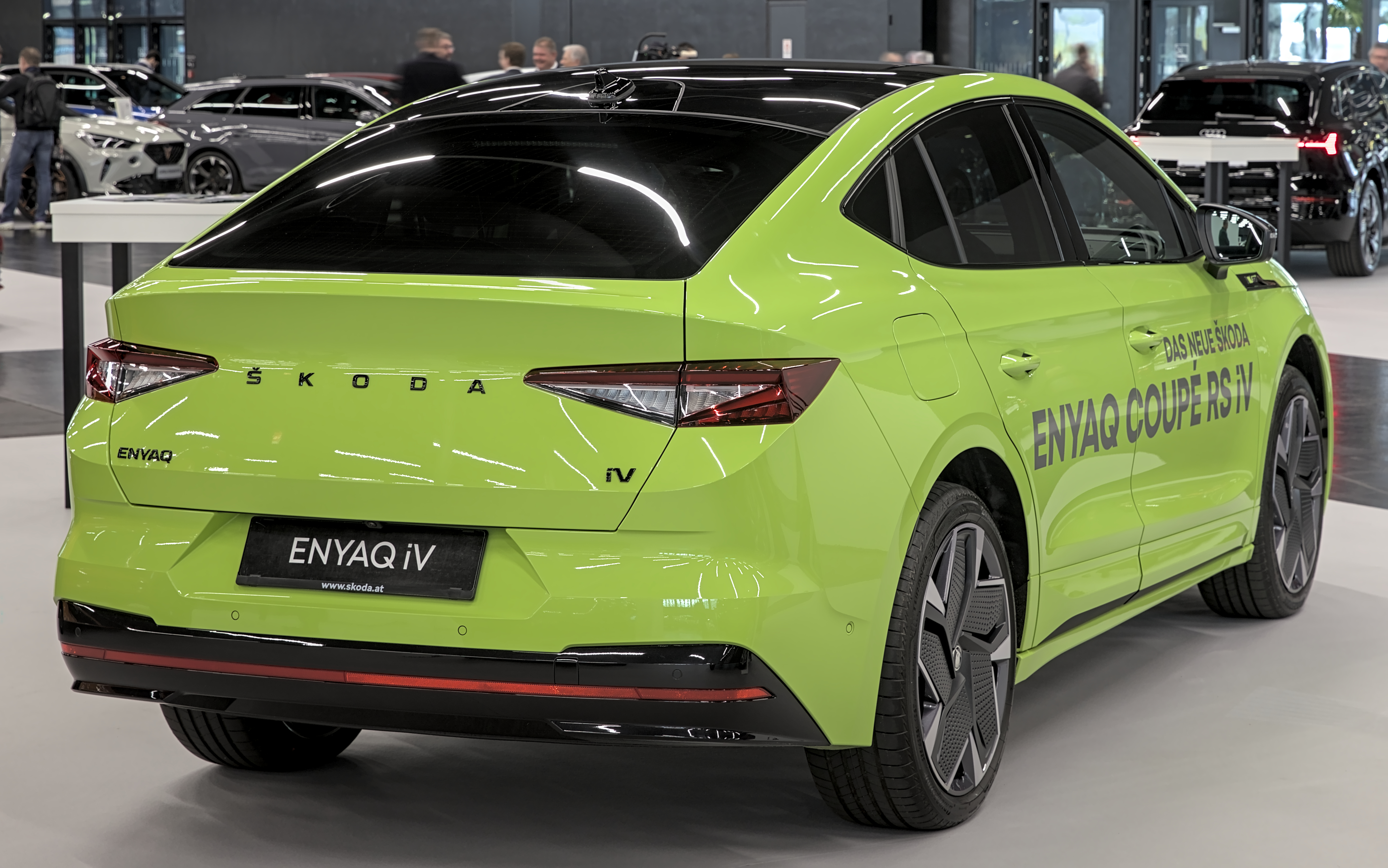
Škoda Enyaq Coupe iV RS - tył

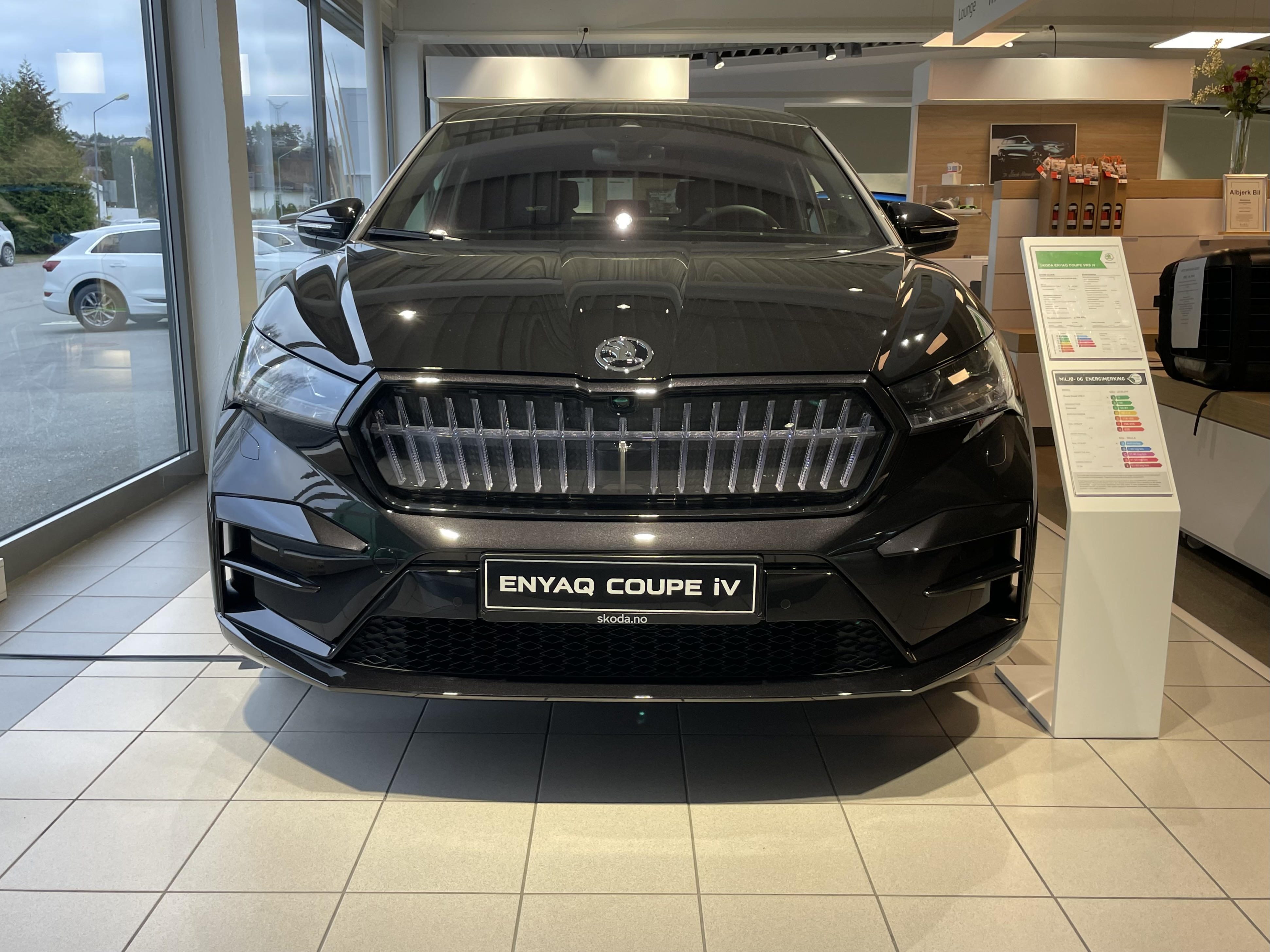
Škoda Enyaq Coupe iV RS

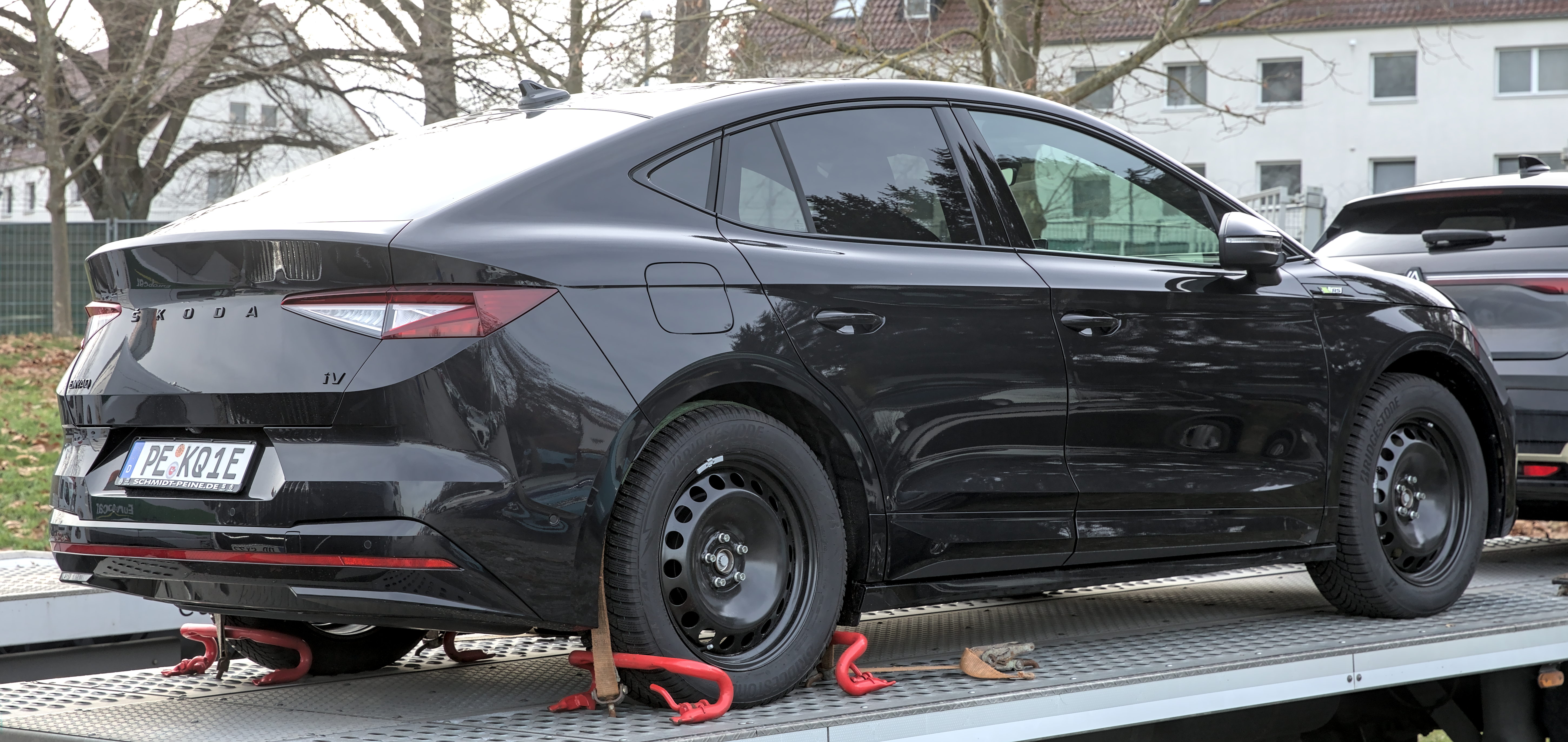
Škoda Enyaq Coupe iV RS - tył

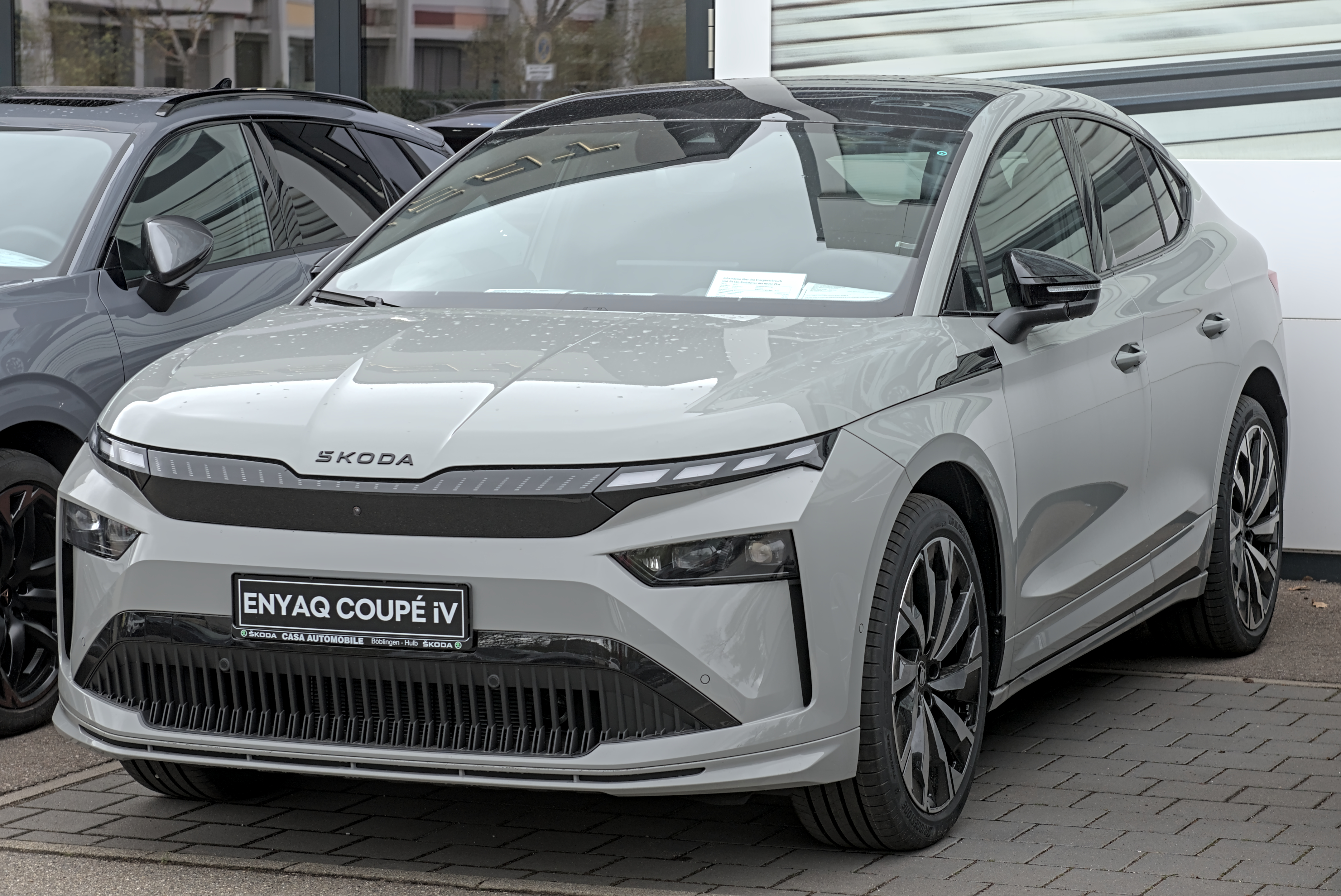
Škoda Enyaq Coupe iV po liftingu

Škoda Enyaq Coupe iV została zaprezentowana po raz pierwszy w 2022 roku.
Podobnie jak pokrewne konstrukcje Audi i Volkswagena, także i gama Škody Enyaq iV została wzbogacona o wariant z obniżonym dachem, który wyraźnie łagodniej opada tuż za pierwszym rzędem siedzeń ku stopniowanej tylnej części nadwozia, nawiązując do samochodów typu coupe. Studyjną zapowiedzią samochodu o takiej koncepcji nadwozia był prototyp Škoda iV Concept z 2019 roku.
Po pierwszych testach zamaskowanych przedprodukcyjnych egzemplarzy, które rozpoczęły tuż po prezentacji podstawowego wariantu we wrześniu 2020 roku, oficjalna zapowiedź wraz z danymi techicznymi i fotografiami przedprodukcyjnych egzemplarzy została opublikowana przez Škodę we wrześniu 2021 roku, by zadebiutować ostatecznie niespełna 5 miesięcy później na początku 2022 roku. Początek sprzedaży Enyaqa Coupe iV został wyznaczony na luty tego samego roku.

### Enyaq Coupe RS iV
Wraz z premierą Enyaq Coupe iV, Škoda poszerzyła ofertę także o dedykowanej tej wersji nadwoziowej sportowy wariant RS - pierwszy w historii taki model czeskiej firmy o napędzie elektrycznym. Pod kątem wizualnym zyskała ona specjalny wzór 21-calowych alufelg, inny wygląd zderzaków oraz ciemnozamszowy wystrój kabiny pasażerskiej z przeszyciami w kolorze lakieru nadwozia. Pod kątem technicznym topowy Enyaq Coupe iV napędzany jest silnikiem elektrycznym o mocy 295 KM, rozwijając 460 Nm maksymalnego momentu obrotowego przy 100 km/h osiąganym w 6,5 sekundy i 179 km/h prędkości maksymalnej. Samochód zyskał także obniżone o 15 mm zawieszenie o bardziej sportowej charakterystyce.

### Dane techniczne
Podstawowy, tylnonapędowy wariant Škody Enyaq Coupe iV napędzany jest 180-konnym silnikiem elektrycznym, a także posiada baterię o pojemności 58 kWh. Kolejny, również tylnonapędowy, rozwija łączną moc 204 KM i posiada akumulator o pojemności 77 kWh. Topowy charakteryzuje się napędem na cztery koła, mocą 265 KM i baterią o pojemności 77 kWh pozwalającą przejechać 535 km na jednym ładowaniu.